# ビゾンヌ
ビゾンヌ（仏: Bizonnes）は、フランスのオーヴェルニュ＝ローヌ＝アルプ地域圏、イゼール県に属するコミューン。

## 地理
県都グルノーブルから北西に40kmほどいった、県中部の丘陵地に位置する。県道51号から少し南に入ったところに、道沿いに家屋が連なる。東にはA48高速道路が南北に走る。北でベルモンと、北東でモンレヴェルと、南東でシャボンと、南西でエイドッシュとそれぞれ接する。

## 行政
- 首長 - ジョゼフ・シャルヴェ（Joseph Charvet）

議会は首長もふくめて15人で構成される。

## 人口の推移[1]
| 1962年 | 1968年 | 1975年 | 1982年 | 1990年 | 1999年 | 2007年 |
| ------ | ------ | ------ | ------ | ------ | ------ | ------ |
| 575    | 564    | 584    | 609    | 623    | 629    | 702    |

## 観光スポット
- 18世紀に築かれた城塞
- 19世紀に建てられた家屋
- 19世紀に修築された教会